# District de Chita
Le district de Chita (知多郡, Chita-gun) est un district de la préfecture d'Aichi, au Japon.

## Géographie

### Démographie
Lors du recensement national de 2000, la population du district de Chita était de 158 522 habitants répartis sur une superficie de 165 km2.

### Communes du district
- Agui
- Higashiura
- Mihama
- Minamichita
- Taketoyo